# Marvin Barnes
Marvin Barnes, né le 27 juillet 1952 à Providence, dans le Rhode Island et décédé le 8 septembre 2014, est un ancien joueur américain de basket-ball. Il évolue au poste d'ailier.

## Palmarès
- 2 fois All-Star ABA (1975, 1976)
- Rookie de l'année ABA 1975
- Nommé dans la ABA All-Rookie Team 1975
- Nommé dans la All-ABA Second Team 1975